# Akuna
Akuna – australijski jacht o napędzie parowym.

## Historia
Jacht „Akuna” został zbudowany w 1911 roku. 2 września, tuż po wybuchu II wojny światowej został zarekwirowany przez Royal Australian Navy (RAN) jako examination vessel (statek przeprowadzający inspekcję jednostek wodnych pragnących wejść do portu). Na pokładzie „Akuny” służył personal RAN-u, ale na jednostce nie podniesiono bandery marynarki wojennej, dlatego jachtowi nie przysługuje oznaczenie HMAS.
4 września „Akuna” wzięła udział w incydencie, w którym padł pierwszy australijski strzał II wojny światowej. Tej nocy, o godzinie 1.45 do Port Phillip zbliżał się niewielki frachtowiec „Woniora”, który ignorował wszystkie próby komunikacji. Z pokładu „Akuny” przekazano sygnał do strzegącego portu Fortu Queenscliff i o godzinie 1.50 będący na warcie Lieutenant Commander Richard Stanley Veale rozkazał oddanie strzału ostrzegawczego przed dziób zbliżającego się statku.
W czasie służbie w RAN „Akuna” nie była uzbrojona. Jacht został zwrócony właścicielowi 24 kwietnia 1941, zarekwirowany ponownie 28 kwietnia 1943 i ostatecznie zwrócony 29 września 1943. Dalsze jego losy nie są znane.